# Exploze panelového domu ve Frenštátě pod Radhoštěm
Exploze panelového domu ve Frenštátě pod Radhoštěm se odehrála 17. února 2013, když byl výbuchem plynu a následným požárem zničen třípodlažní panelový dům v ulici 6. května čp. 39. Výbuch měl na svědomí 57letý Antonín Blažek, který obýval přízemní byt a kterého sousedi označili za problémového podivína, jenž měl na svůj byt nařízenou exekuci. Blažek se tímto způsobem chtěl pomstít sousedům, s nimiž měl řadu sporů.

## Průběh události
V brzkých ranních hodinách pachatel uzamkl oba vchody od domu a jejich odemčení zabránil zalomením klíčů v zámku. Z domovního plynovodu následně nechal do domu unikat zemní plyn, a to jak z přívodu ve svém bytě, tak i z hlavního uzávěru plynu ve sklepě domu, z něhož s využitím svých zámečnických dovedností odstranil kuželový kohout. Když ho při práci ve sklepě vyrušil Vilém Špaček, soused z protějšího bytu, kterého ze spánku probudil hluk ze sklepa a zápach unikajícího plynu, pachatel mu odpověděl „To máte za to!“, vstoupil do svého bytu, kde krátce poté nezjištěným způsobem inicioval výbuch. Silně popálený a hořící pachatel pak ještě vystoupal do druhého podlaží, kde se vysmál přeživšímu sousedovi, který v troskách bytu hledal své děti. Do posledního podlaží domu, kde bydlel předseda sdružení vlastníků, už ale nedošel a svým zraněním podlehl na schodech.

## Oběti
V troskách domu zahynulo včetně Antonína Blažka 6 lidí, dalších 11 lidí bylo zraněno, dva z nich byli v kritickém stavu. Kdyby však pachatel nebyl předčasně vyrušen sousedem, do půlhodiny by se podle policie plynem zaplnil celý dům a následný výbuch by pravděpodobně zničil celou budovu, usmrtil všech šestnáct lidí uvnitř a významněji zasáhl i sousední budovy a osoby v nich.  Jeden z těžce zraněných podlehl svým zraněním o několik měsíců později.

## Ohlasy
S oběťmi výbuchu a pozůstalými projevilo solidaritu velké množství lidí, kteří na speciálním účtu shromáždili přibližně dvacet milionů korun. Z těch má být obyvatelům zničeného domu zajištěno nové bydlení.